# Blepisanis erythaca
Blepisanis erythaca là một loài bọ cánh cứng trong họ Cerambycidae.